# Manuel González Llana
Manuel González Llana (Oviedo, 1835 - Madrid, 1911) fou un periodista i polític espanyol, diputat a Corts Espanyoles durant la restauració borbònica.

## Biografia
Durant el sexenni democràtic treballà com a professor d'institut a Guadalajara alhora que era redactor del diari La Iberia. Entre 1868 i 1870 fou governador civil de la província d'Alacant, càrrec des del qual es va enfrontar al dirigent republicà alacantí Eleuterio Maisonnave Cutayar.
Després de la restauració borbònica es va fer membre del Partit Liberal Fusionista, amb el que fou elegit diputat pel districte de Dolors a les eleccions generals espanyoles de 1881, però hagué de renunciar a l'escó quan fou nomenat director general de l'Administració de les Illes Filipines el 1882.

## Obres
- La Italia del siglo XIX (Madrid, 1861)
- Méjico histórico y descriptivo (Madrid, 1862)
- Historia de las Repúblicas del Plata: Paraguay, Uruguay y Confederación Argentina, 1512-1810 (Madrid, 1863)
- La España del siglo XIX (Madrid, 1864)
- Crónica de la provincia de Salamanca (Madrid, 1869),